# Mohawks
Pour l’article homonyme, voir Mohawk.
Les Mohawks, ou leur nom autochtone Kanien'kehá:ka (historiquement Agniers), constituent un peuple autochtone d'Amérique du Nord, dont le territoire historique est constitué de la partie sud-ouest du Québec, du sud-est de l'Ontario et du nord de l'État de New York, aux abords du fleuve Saint-Laurent et du lac Ontario. Leur langue traditionnelle, le mohawk, est en danger, vu le faible nombre de locuteurs. L'anglais supplante largement cette langue en tant que lingua franca au sein des différentes localités mohawks.
Partie intégrante des Six Nations iroquoises, haudenosaunees, les Mohawks sont le peuple dont le territoire est situé le plus à l'est. Les autres nations iroquoises sont, d’ouest en est : les Tuscaroras, les Sénécas (Tsonnontouans), les Cayugas (Goyogoins), les Onondagas (Onontagués) et les Oneidas (Onneiouts).

## Étymologie
Le terme mohawk est un exonyme dont la signification est « mangeur d'homme » dans la langue de leurs ennemis héréditaires, les Algonquins.
Les termes Kanien'kehá:ka ou Kanienkehaka constituent en revanche l'endonyme, le nom qu'ils utilisaient pour se dénommer ; il signifiait selon le contexte et les interprétations : « peuple de la lumière », « hommes éclairs », « peuple des silex » ou encore « enfants des étoiles », dans la langue iroquoise du sud-est du Canada.
L'endonyme autochtone Kanien'kehá:ka ou Kanienkehaka est devenu « Agnier » en français par amuïssement : aphérèse du K et apocope des trois dernières syllabes : K-Anié-nkehaka  
Les Mohawks sont nommés Maquas en Nouvelle-Néerlande.

## Situation actuelle
Un peu plus de 20 000 Mohawks vivent au Québec.
Ils vivent principalement dans les territoires québécois suivants :
- Kanesatake (2 509 habitants), près d'Oka dans les Laurentides, territoire réservé pour les Mohawks, mais qui ne constitue pas une réserve indienne au sens de la loi sur les Indiens — établissement indien ;
- Kahnawake (10 948 habitants, anciennement Caughnawaga), près de Châteauguay — réserve ;
- Akwesasne (partagé entre le Québec, l'Ontario et l'État de New York), aussi connu sous le nom de Saint-Régis — réserve.

Hors du Québec :  
- Ganienkeh et Kanatsiohareke dans le nord-est de l'État de New York ;
- Tyendinaga et Wahta (Gibson) dans le sud de l'Ontario ;
- la réserve des Six Nations, où ils forment la majorité des habitants de cette réserve mixte iroquoise, en Ontario.

En 1985, l’Assemblée nationale du Québec reconnaît officiellement la nation mohawk comme l'une des dix nations autochtones du Québec, avec les nations abénaquise, algonquine, attikamek, crie, huronne-wendat, innue, micmaque, naskapie et inuite.

## Histoire
Au début de l'époque historique[Quand ?], les Mohawks sont installés dans le Haut-New-York, dans ce que les colons anglais nomment la Mohawk Valley (vallée de la rivière Mohawk). L'anthropologue Pierre Lepage rappelle les premiers lieux d'occupation des Mohawks en commençant par la période de la Nouvelle-France, pendant laquelle ils occupèrent successivement un lieu près de la Montagne à Montréal, puis Sault-au-Récollet au nord de Montréal près de la rivière des Prairies, pour enfin occuper la Seigneurie de Deux-Montagnes, située à l'embouchure de la rivière des Outaouais.
Tous ces déplacements étaient faits à la demande de la Compagnie des prêtres de Saint-Sulpice (dits Messieurs de Saint-Sulpice) qui avaient convaincu les Mohawks que cela était pour leur bien et qui leur avaient promis des terres bien à eux au Lac-des-Deux-Montagnes. En plus de cette promesse, une thèse d'histoire sortie en 1995 propose que la présence des Mohawks au Lac-des-Deux-Montagnes est bien antérieure à l'arrivée de la mission sulpicienne en 1721. Selon ces deux arguments, la promesse et l'occupation antérieure, les Mohawks d'aujourd'hui auraient donc droit à des terres dans cette région.
Cependant, le changement de régime en 1760 vient modifier la donne. William Johnson, alors superintendant des affaires indiennes, assure à travers des traités bipartites et des déclarations lors de conférences « donner pleine possession de leurs terres, le libre exercice de leur religion ainsi que la libre circulation sur tout le territoire américain » aux autochtones de la région, dont le peuple des Mohawks, afin de récolter leur allégeance. Cependant, ces engagements ne sont pas totalement respectés.
À partir des années 1780 commence une longue résistance des Mohawks qui s'inscrit en continuité de leur lutte contemporaine. La résistance atteint un apogée le 21 juin 1877 avec une insurrection de 250 Mohawks armés. Du côté des autorités, on s'éloigne de plus en plus d'une reconnaissance des revendications mohawks, avec en 1840, l'adoption par le Parlement du Bas-Canada d'une ordonnance en appui aux droits territoriaux des Sulpiciens, et en 1912, le Conseil privé de Londres confirma derechef ces droits. En 1911, juste avant cette décision de Londres, les propos du chef mohawk Sose Onasakenrat illustre bien le découragement et les doutes de leur lutte : 

« J’aimerais résumer en quelques pages l’horreur de la situation qui fut nôtre mais je ne suis pas certain de réussir... Nos pères s’étaient mis sous la protection des Français au Fort-de-la-Montagne dès 1662. Quand ils devinrent trop encombrants pour la colonie de Ville-Marie, on les déménagea à Lorette, devenu depuis le Sault-au-Récollet. Et quand on s’aperçut que les terres du Sault étaient les plus fertiles de la région, on crut bon de nous éloigner davantage pour concéder ces terres aux colons français... c’est alors en notre nom que les Messieurs se firent concéder la seigneurie du Lac-des-Deux-Montagnes. De tout temps ils ont prétendu qu’elle leur avait été donnée à condition qu’ils s’occupent de notre bien-être spirituel et matériel. Nous avons toujours prétendu la même chose et quand nous avons voulu nous émanciper, quand nous avons voulu qu’ils cessent de s’occuper de nous, nous avons à bon droit réclamé la seigneurie. Nous l’avons réclamée de 1760 à 1911 mais les tribunaux ne nous ont jamais donné raison. Quant aux messieurs, ils tenaient trop à la terre pour quitter les lieux, quelque mépris qu’ils aient entretenu à notre égard. »

La situation changea de nouveau en 1945, lorsque le gouvernement fédéral racheta le reste de l'ancienne Seigneurie du Lac-des-Deux-Montagnes. D'après Lepage, il s'agit simplement d'un changement de tutelle, avec peu de changement réel pour les droits des Mohawks. Le territoire autochtone n'est pas considéré comme une réserve selon la Loi sur les Indiens et donc ne bénéficie pas de la même autonomie administrative. En 1974, le Bureau fédéral des revendications autochtones est créé, mais leurs revendications sont rejetées deux fois plutôt qu'une.
C'est en 1985 et 1986 que s'établit le contexte direct à la crise d'Oka à venir. Le Regroupement des citoyens d'Oka est fondé en réaction à la mise sur pied d'un centre de désintoxication pour la clientèle autochtone. La municipalité d'Oka appuie le groupe citoyen dans ses démarches, et la chicane s'étend à des questions de zonage et de construction. À la fin de 1988, le Conseil de bande de Kanesatake publie une étude avançant que la communauté doublera de population en 1996 et qu'elle a donc besoin de davantage de territoire. Le Conseil cherche des terres répondant à leurs besoins et propose des terres limitrophes du terrain de golf. Le conflit se déclenche en 1989 lorsque la mairie d'Oka annonce un projet d'extension du terrain de golf en question et de construction d'un projet résidentiel connexe. Lepage aborde aussi la question d'un contexte explosif des relations police-communauté autochtone dans les années précédant la crise. Seulement à Kanesatake, une opération policière d'envergure a eu lieu le 29 septembre 1989, faisant sept arrestations, et ce six mois à peine avant le début de la campagne de désobéissance civile des Mohawks en mars, qui mènera à la crise d'Oka.

### Crise d'Oka de 1990
Estimant que leurs ancêtres ont été jadis spoliés par les colons qui se sont approprié de vastes « seigneuries » pour les revendre ensuite aux Blancs, des autochtones repartent en guerre pour faire valoir leurs droits territoriaux. Les Mohawks, en partie venus de Kahnawake, d'Akwesasne et d'autres provinces du Canada, armés d'armes automatiques (Norinco 56S, M16 et mitrailleuse Browning M2) ont occupé une forêt de pins abritant un cimetière d'Oka, village proche de Montréal. Le conflit a éclaté au printemps 1990 quand la municipalité a voulu agrandir un terrain de golf ainsi que vendre une partie des terres pour un projet domiciliaire en rasant une pinède centenaire. Or, cette pinède avait beaucoup de valeur pour les Mohawks, l'utilisant comme terrain communautaire et ayant été plantée par leurs ancêtres cent ans plus tôt. Devant le refus des Autochtones d'évacuer le terrain, les autorités donnèrent l'assaut au cours duquel un policier fut tué. Une partie de la communauté amérindienne apporte son soutien aux « warriors » (guerriers) d'Oka. À la fin d'août, à la demande du Premier ministre du Québec, Robert Bourassa, le Royal 22e Régiment intervient et installe un véritable état de siège. Le 26 septembre 1990, les Warriors déposent les armes.

### Expulsions des non-Mohawks de la réserve de Kahnawake
En février 2010, le conseil de bande de la réserve de Kahnawake décide d'expulser toute personne qui n'est pas mohawk, y compris ceux qui ont un conjoint de cette nation, et interdit aux « étrangers » de s'installer sur leur territoire. La critique fut rejointe par un organisme de droits des femmes autochtones du Québec, Femmes autochtones du Québec, sa présidente mohawk Ellen Gabriel ajoutant que ces évictions ne respectaient pas les « coutumes et traditions mohawk » et, qu'au contraire, tout conseil de bande comme celui de Kahnawake faisant ce genre d'évictions perpétuait les politiques de la Loi sur les Indiens, les plaçant « dans le camp des oppresseurs ». En 2018, la Cour supérieure du Québec juge discriminatoire en vertu de la Charte canadienne des droits et libertés et basée « sur des stéréotypes au sujet des mariages mixtes » la politique d'expulsion des personnes jugées non-mohawk, ordonnant le dédommagement de 7 des 16 plaignants avec des montants allant de 1 000 à 25 000 $. Le juge Thomas M. Davis ajoute également que le conseil de bande échoua à offrir des preuves que « la présence de partenaires allochtones puisse limiter la capacité du conseil à gérer son territoire » et que ces politiques « remplissaient l'objectif de protéger la culture et le territoire mohawk » mais laisse au conseil des ainés de Kahnawake la liberté d'examiner les demandes de réintégration des membres expulsés.

## Bandes
En vertu de la Loi sur les Indiens canadienne et de la loi américaine, les Mohawks sont reconnues en tant que « bandes indiennes » par les autorités gouvernementales. On en trouve une aux États-Unis et 9 au Canada.
- Mohawks d'Akwesasne
- Mohawks de la baie de Quinte
- Mohawks de Kahnawake
- Mohawks de Kanesatake
- Mohawks de Wahta
- Première Nation Lower Mohawk
- Première Nation Upper Mohawk
- Première Nation de Walker Mohawk
- Six Nations de la Rivière Grand (en partie)
- Tribu mohawk de St. Regis (États-Unis)

## Dans la culture

### Au cinéma
Dans le film Français de 2001 de Christophe Gans, Le Pacte des loups , le personnage Mani, joué par Mark Dacascos, est un Iroquois de la tribu des Mohawk rencontré lors de la Bataille de Trois-Rivières.